# Dawn (banda)
Dawn es una banda de black metal de Suecia que dentro de la comunidad del metal se cataloga como black metal melódico. Se formó a principios de los años 1990.
Incorporan riff melódicos a la vez que melancólicos mezclados con baterías, clásicos de una banda de black metal.

## Discografía
- Naer Solen Garniber
- Slaughtersun (Crown Of Triarchy), 1998